# Mac OS X公開測試版
Mac OS X 公開測試版是蘋果電腦公司 Mac OS X操作系統的早期測試版。它於2000年9月13日發佈，價格為29.95美元。該版本於2001年春季開始過期並停止運作。它的建造編號是1H39，内部代号为"Kodiak"。

## 歷史
Mac OS X v10.0是第一個完成發佈的Mac OS X ，發佈於2001年3月。公開測試版本的擁有者可以用折扣29.95美元的優惠價格，获取首个完整版本的Mac OS X 10.0。

## 版本特點
Mac OS X 公開測試版是所有Mac OS中惟一一個將蘋果菜單置於屏幕頂部中央的版本，這個修改因飽受用家詬病而在Mac OS X 10.0中被恢復。
因於軟體的原生一般應用程式是少之又少。用戶不得不轉向開源或共享的替代品，從而引起了很多積極的自制軟件社區出現。